# Prosector

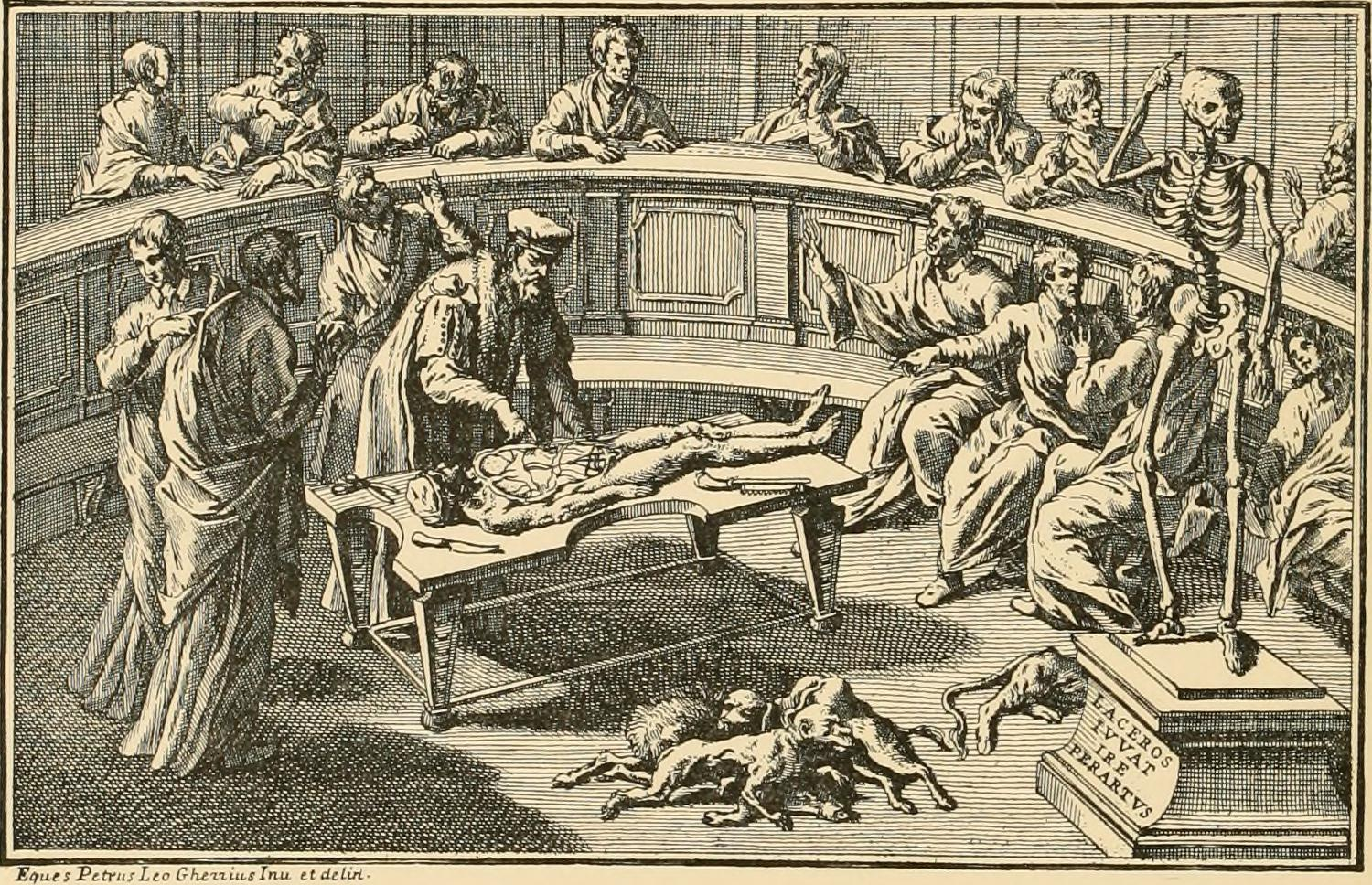
Prosector y el médico en una disección. De "Anathomia", M. da Luzzi, 1459

Un prosector es una persona con la tarea especial de la preparación de una disección para la demostración, por lo general en las escuelas de medicina y hospitales. Muchos anatomistas importantes comenzaron sus carreras como prosectores que trabajaban para los profesores y los estudiantes de la anatomía y patología.
El acto de la prosección difiere de la de la disección. Una prosección es una disección preparada profesionalmente por un prosector - una persona que está bien versado en anatomía -, y que por tanto, prepara una muestra para que otros puedan estudiar y aprender la anatomía de ella. Una disección la realiza sobre una muestra con el fin de aprender más acerca de las estructuras anatómicas relacionadas con ese espécimen. El término disección también puede ser usado para describir el acto de corte. Por lo tanto, un prosector disecciona para preparar un prosección.
La prosección es un trabajo complejo en el que se utilizan numerosas herramientas para producir el resultado deseado. Los escalpelos y tijeras permiten una disección aguda, en la que se corta el tejido, por ejemplo, el músculo bíceps braquial se puede quitar de la muestra cortando el origen y la inserción con un bisturí. Las sondas y los dedos del prosector, son ejemplos de herramientas utilizadas para la disección roma, en la que el tejido se puede separar de las estructuras circundantes sin cortar, es decir, se hacen los vientres de bíceps braquial y el músculo coracobraquial más claros, aflojando la fascia entre los dos músculos con un estilete.

## Riesgos laborales
En general, los riesgos para los prosectores son bajos. Los cadáveres utilizados con fines de enseñanza están embalsamados antes de ser manipulados por el prosector y los estudiantes. El líquido para embalsamar contiene formaldehído, fenol, ettol, y glicerina que desinfectan el cadáver. Los prosectores y estudiantes que trabajan con cadáveres embalsamados deben usar siempre guantes de protección, sobre todo para protegerse de los productos químicos agresivos utilizados en el embalsamamiento que pueden causar irritaciones moderadas a graves de la piel.
Además de la protección que el embalsamamiento confiere contra la enfermedad, las instituciones educativas tienen mucho cuidado en la selección de los cadáveres aceptados en sus programas de donación de cuerpos. No se aceptan cadáveres si tienen un historial médico de enfermedades infecciosas como la tuberculosis y el VIH / Sida.
No obstante, los prosectores de autopsias de cadáveres enfermos corren un alto riesgo de padecer problemas de salud si no se siguen las precauciones adecuadas. 
Existen al menos dos enfermedades con el nombres de prosector:
- Paroniquia del prosector: infección cutánea generalmente debida a la inoculación de tuberculosis en la piel y las uñas.
- Verruga del prosector: una lesión de la piel, también causada por la contaminación con material tuberculoso

El riesgo de contagio es constante al trabajar con cadáveres contaminados con elementos infecciosos, especialmente si se produce un accidente con punción o sección de la piel con los instrumentos quirúrgicos. Alrededor del 70% de los trabajadores de patología, han tenido al menos un incidente de puntura percutánea. Los guantes quirúrgicos finos no son suficiente protección en estos casos. Hay muchos casos de muerte por septicemia aguda en patólogos debido a estos accidentes. 
Un caso conocido es el del doctor Ernst von Fleischl-Marxow, un médico austriaco, patólogo y fisiólogo, cuyo dedo se infectó durante una autopsia. debido al dolor Fleischl-Marlow se hizo adicto a la morfina y más tarde, a instancias de su amigo Sigmund Freud, a la cocaína. 
Un problema actual es el contagio de VIH/Sida. Aunque es difícil contagiarse por un solo incidente de punción (el riesgo personal total se ha estimado en 0,11%),  se ha reportado al menos un caso entre los patólogos.
La exposición respiratoria continua al formaldehído, utilizado para conservar cadáveres, también es un riesgo ocupacional de prosectores, estudiantes de medicina, anatomistas y patólogos. La inhalación de formaldehído puede irritar los ojos y las mucosas, lo que resulta en ojos llorosos, dolor de cabeza, una sensación de ardor en la garganta y dificultad para respirar. El formaldehído está catalogado como un posible carcinógeno humano.

## Prosectores famosos
- Jean Zuléma Amussat
- Paul Clemens von Baumgarten
- Frank Evers Beddard
- Christian Albert Theodor Billroth
- William Bowman
- Paul Broca
- Korbinian Brodmann
- Ernst Wilhelm von Brücke
- Alexis Carrel
- Niels Ryberg Finsen
- Alessandra Giliani
- Friedrich Gustav Jakob Henle
- Josef Hyrtl
- Eduard Kaufmann
- Albert von Kölliker
- Eber Landau
- Karl Langer
- Paul Langerhans
- Giovanni Battista Morgagni
- Jan Evangelista Purkyně
- Heinrich Christian Friedrich Schumacher
- Joseph Toynbee
- Rudolf Virchow